# Речевой тракт

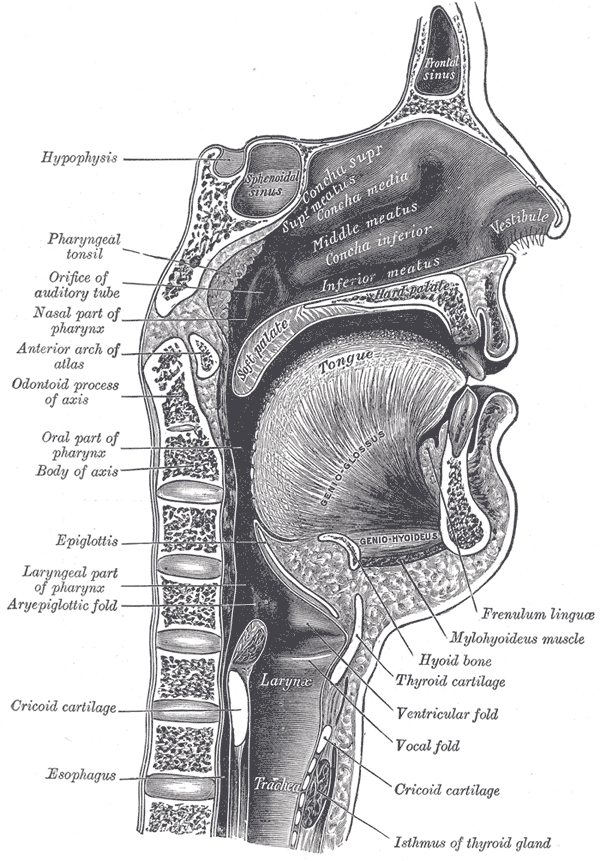
Сагиттальный распил, проведенный через человеческий голосовой тракт

Голосово́й (у людей тж. речево́й) тракт — это полость в организме возле источника звука (гортани у млекопитающих и нижней гортани у птиц), в которой фильтруются звуки.
У птиц голосовой тракт состоит из трахеи, нижней гортани, оральной полости, верхней части пищеводного тракта и клюва. У млекопитающих он состоит из гортанной полости, глотки, оральной полости, носовой полости. Животные-млекопитающие могут иметь также воздушный мешок.
Примерная средняя длина речевого тракта взрослого человека составляет у мужчин 16,9 см, у женщин — 14,1 см.